# Zapadnoiranski jezici
Zapadnoiranski jezici, skupina od (72) iranska jezika raširenih u državama Afganistan, Iran, Irak, Pakistan, Turska i Izrael. Dijele se na: 
A) sjeverozapadni (55):
a. belučki jezici (eng. Balochi) (5) Pakistan, Iran: bashkardi, baludžijski ili balučki (južni, zapadni i istočni), koroshi.
b. kaspijski jezici (3) Iran: gilaki, mazanderanski (mazanderani), šahmirzadski (shahmirzadi).
c. Centralni Iran (12) Iran, Indija: aštianski (ashtiani), fars (sjeverozapadni), zoroastrijski darski (gabri ili yazdi), gazi, khunsari, natanzi, nayini, parsi, parsi-dari, sivandski (sivandi), soi, vafski (vafsi).
e. Kurdski jezici (4) Irak, Iran, Turska: kurdski (centralni, sjeverni i južni), lakski (laki).
f. Ormuri-Parachi (2): ormurski (ormuri), parački (parachi).
g. Semnanski jezici (4): lasgerdski, sangisarski, semnanski, sorkhei.
h. Tališki jezici (16) Iran, Azerbajdžan: alviri-vidari, eshtehardi, gornji taromi (gornjotaromski), gozarkhani, harzani, kabatei, kajali, karingani, kho'ini, koresh-e rostam, maraghei, razajerdi, rudbari, shahrudi, takestanski (takestani), tališki.
i. Zaza-Goranski jezici (6) Irak, Turska: bajelani, dimli, gurani, kirmanjki, sarli, shabak.
j. neklasificirani (1): dezfuli.
k. izumrli jezici (3): azarski, medijski, partski.
B). jugozapadni (18):
a. Farski jezici (2): jugozapadni, larski (lari).
b. Lurski jezici (4): bahtiarski (bakhtiâri), sjevernolurski, južnolurski, kumzari.
c. perzijski jezici (10): aimaq, buharski, darwazi, dehwari, dzhidi, farsi: zapadni, istočni; hazaragi, pahlavanski, tadžički.
d. Tatski jezici (2): judeotatski, tatski.

## Vanjske poveznice
- Ethnologue (14th)
- Ethnologue (15th)